# Passage Boudin
Le passage Boudin est une voie du 20e arrondissement de Paris, en France.

## Situation et accès
Le passage Boudin est situé dans le 20e arrondissement de Paris. Il débute au 38, rue Alphonse-Penaud et se termine au 20, rue de la Justice.

## Origine du nom

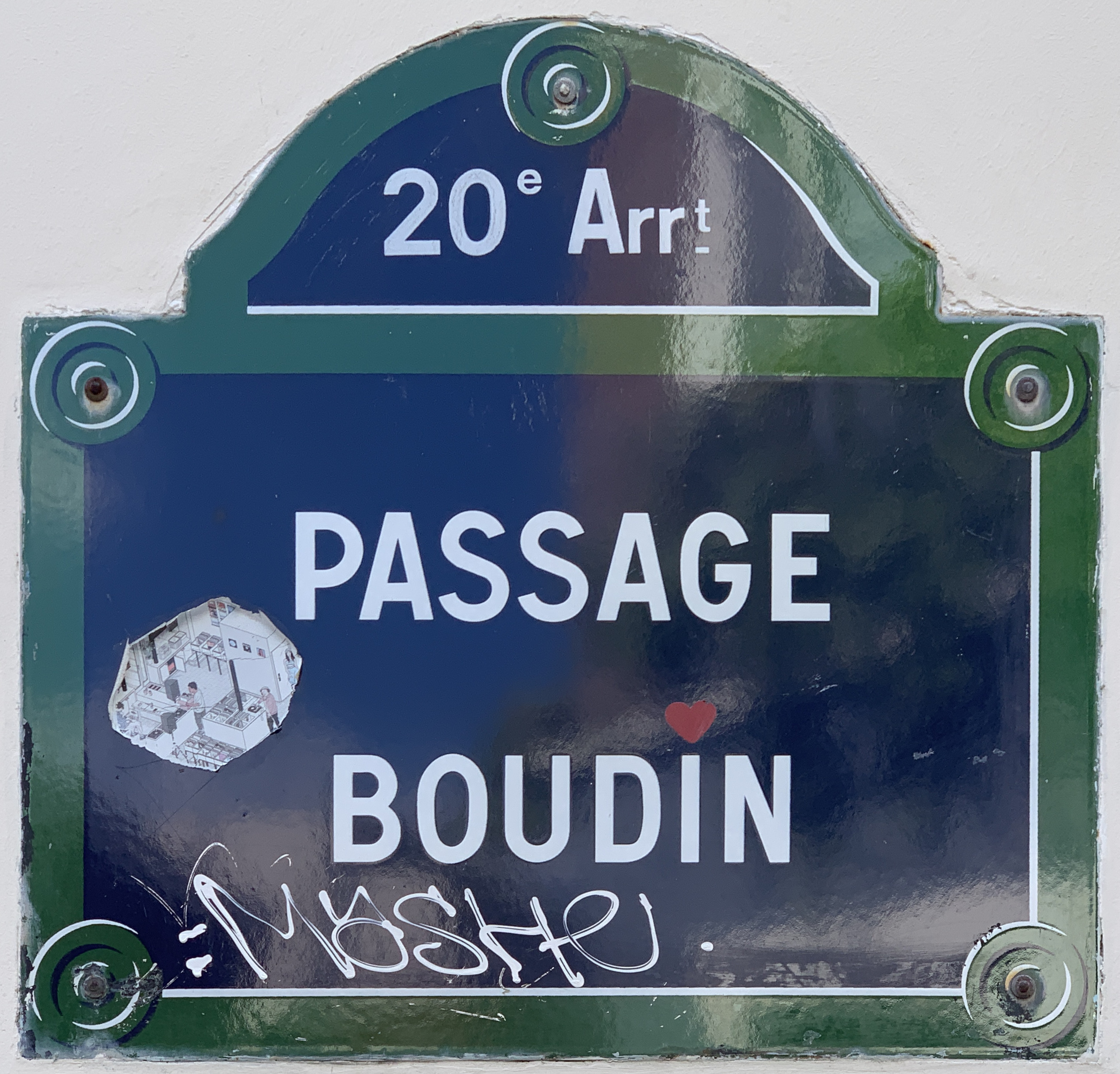
Plaque de la voie.

Le nom du passage provient du nom d'un ancien propriétaire de parcelles foncières attenantes, M. Gabriel Boudin, qui avait hérite en 1839 d’un terrain acquis par son grand-père, J.-M. Dargent, cultivateur en 1802.
Ce terrain d’environ 100 m sur 30 m est situé au lieu-dit Les Montibeux, à Charonne, entre la rue de la Justice et le sentier des Montibeux.

## Historique
Au 1er janvier 1860, Charonne est incorporé dans le nouveau 20e arrondissement. Gabriel Boudin entreprend de vendre son terrain par lots et pour assurer la viabilité de l’ensemble, il fait établir le plan d’un passage de 3 m de large, avec rond-point, séparant ce terrain en son milieu. Le solde est découpé en 23 lots de contenances inégales.
Le plan ainsi que le cahier des charges régissant le passage ont été déposés aux minutes de Me Pottier, notaire, le 30 octobre 1866. Il y est stipulé que la voie porterait le nom de « passage Boudin ».
Aux termes du cahier des charges, M. Gabriel Boudin restait propriétaire exclusif du passage mais les acquéreurs des lots devaient en supporter tous les frais de viabilité.
Ces derniers finirent par trouver la situation inacceptable et demandèrent à M. Toucas, héritier de M. Boudin, de se désister de la propriété du sol en leur faveur, ce qu’il accepte.
Enfin, en 1992, le maire du 20e arrondissement, M. Didier Bariani, informe les propriétaires que selon leur vœu accord a été donné pour que le passage soit classé dans le domaine public.
Les dernières activités artisanales furent l'imprimerie au no 16 et la fabrique de sacs au no 14 jusqu'en 1985.
Le passage, d'abord privé, fut cédé à la Ville de Paris dans les années 1990.
Le rond-point central permettait à l'origine le croisement des chariots. Il est destiné aujourd'hui à l'accueil annuel de la fête dite du boudin organisée par les riverains.